# Nippon Television
Nippon Television (日本テレビ放送網株式会社) és una cadena de televisió nacional del Japó, propietat del Yomiuri Shimbun. La cadena és coneguda popularment com a Nihon TV (日本テレビ), o pel seu abreujament Nittele (日テレ), i va ser la primera televisió de caràcter comercial establerta al país.